# Getto w Zdzięciole
Getto w Zdzięciole – żydowska dzielnica istniejąca w Zdzięciole w latach 1941–42. 

## Historia
W 1926 roku na terenie miasteczka mieszkało 3,5 tys. Żydów, którzy stanowili 75% ludności. W momencie opanowania Zdzięcioła przez wojska niemieckie 30 czerwca 1941 roku Żydzi na skutek ucieczki z centralnych terenów Polski liczyli już ponad 4,5 tys. mieszkańców. 14 lipca 1941 roku niemiecka komendantura nakazała noszenie gwiazdy Dawida na ubraniach. 23 lipca 1941 roku Niemcy zgromadzili około 120 przedstawicieli lokalnej inteligencji na rynku – wśród aresztowanych znaleźli się m.in. Alter Dworecki oraz zdzięciolski rabin, których jednak lokalnej społeczności udało się wykupić z rąk Niemców. Reszta zgromadzonych została wywieziona do Nowogródka i wkrótce zamordowana w lesie w pobliżu lokalnych koszar. 
Pod koniec sierpnia 1941 roku utworzono Judenrat na czele ze Szmulem Kustinem, po kilku tygodniach zastąpił go na tym stanowisku 37-letni Alter Dworecki, prawnik i działacz Poalej Syjon, absolwent Uniwersytetów w Berlinie i Warszawie. 
15 grudnia 1941 roku 400 mężczyzn wywieziono do obozu pracy w Dworcu celem budowy lotniska dla armii niemieckiej – operacja była nadzorowana przez organizację Todt. 
22 lutego 1942 roku władze niemieckie ogłosiły zarządzenie o stworzeniu zamkniętej dzielnicy żydowskiej skupionej wokół synagogi i budynku Talmud Tory. Zdzięciolscy Żydzi otrzymali określony limit czasowy w celu przeprowadzenia się do getta. 
Alter Dworecki nawiązał kontakt z żydowskimi mieszkańcami okolicznym miasteczek oraz radziecką partyzantką dowodzoną przez Nikołaja Wachonina. Jeszcze jesienią 1941 roku założył na terenie miasta liczącą około 60 osób organizację podziemną, złożoną w dwudziestu komórek po trzech mężczyzn każda. Dziesięciu mężczyzn przyłączyło się do oficjalnej policji żydowskiej. 
20 kwietnia 1942 roku Alter Dworecki wraz z sześcioma członkami ruchu oporu zmuszony był uciec do okolicznych lasów, jednak wkrótce został zabity w zasadzce. Udało się jednak utworzyć specjalny batalion żydowski liczący ponad 100 ochotników, podzielony na trzy jednostki dowodzone przez Herszla Kaplińskiego, Jonasza Midwieckiego i Szaloma Ogulnika. W działalność batalionu zaangażowane były również żydowskie kobiety jako pielęgniarki, kucharki, sekretarki i praczki, choć kilka z nich brało też udział w walkach. 
Baza jednostki znajdowała się około 20 kilometrów od Zdzięcioła w lasach lipiczańskich. Wszystkie działania koordynowano z sowiecką partyzantką, głównie grupą Orlańskiego “Borba” oraz brygadą “Lenin”. 
Żydowska partyzantka atakowała linie kolejowe Lida-Baranowicze, Baranowicze-Mińsk i Wołkowysk-Białystok. Izrael Bousel, który wynalazł nowy rodzaj min, został po 1945 roku uhonorowany tytułem bohatera Związku Radzieckiego. 

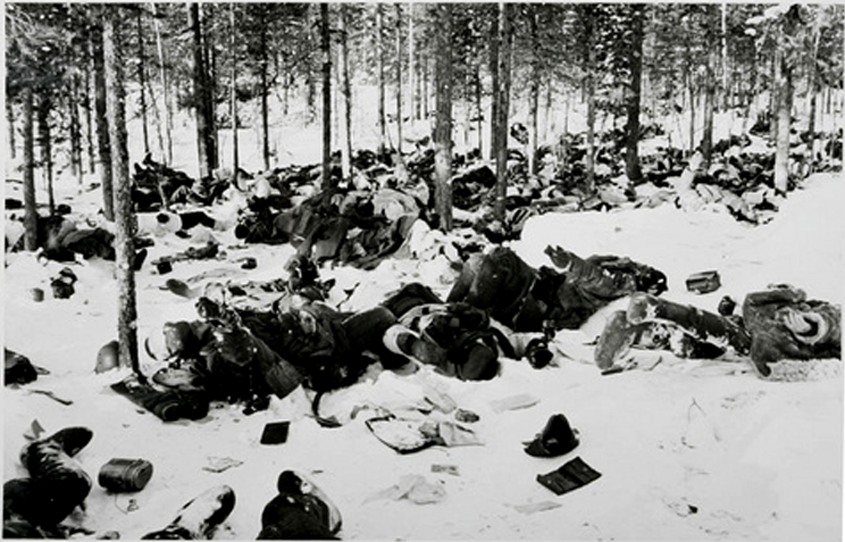
Ofiary masakry przykryte śniegiem

29 kwietnia 1942 roku władze niemieckie dokonały aresztowania członków Judenratu i wezwały mieszkańców getta do stawienia się na starym cmentarzu żydowskim. Około 1,2 tys. mieszkańców zostało zastrzelonych w lasach Kurpiasz. Kolejna masakra miała miejsce 6 sierpnia 1942 roku, zostało wówczas zabitych w trzech masowych grobach na terenie cmentarza żydowskiego i na południowych przedmieściach miasta 2-3 tys. Żydów. Około 200 mężczyzn przetransportowano do getta w Nowogródku.